# تشارلي جونستون
تشارلي جونستون (بالإنجليزية: Charlie Johnston)‏ هو لاعب كرة قدم أسترالية أسترالي، ولد في 13 نوفمبر 1875، وتوفي في 28 أغسطس 1950.

## وصلات خارجية
- تشارلي جونستون على موقع AustralianFootball.com (الإنجليزية)
- تشارلي جونستون على موقع AFLtables.com (الإنجليزية)